# Kılıç Ali Pascha

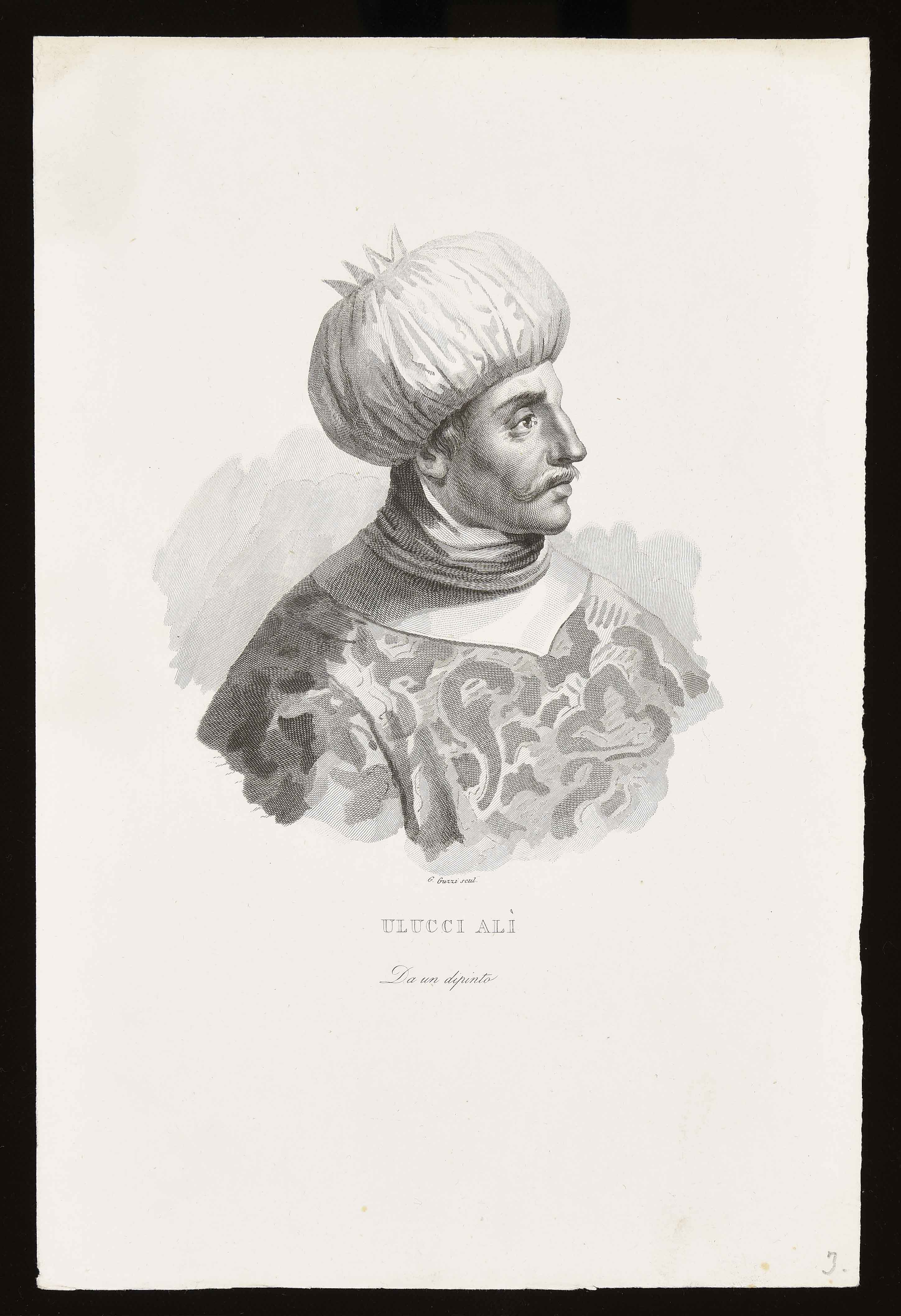
Uluç Alì Pascià

Kılıç Ali Pascha (türkisch: Kılıç Ali Paşa), zunächst bekannt als Uludsch Ali Reis und später Uludsch Ali Pascha (türk.: Uluç Ali Reis, dann Uluç Ali Paşa) (* 1519 in Isola di Capo Rizzuto, Kalabrien; † 21. Juni 1587 in Istanbul) war ein muslimischer Korsar und osmanischer Admiral im 16. Jahrhundert. Zu seiner Zeit war er auch unter dem Namen Occhiali bekannt, und Miguel de Cervantes nannte ihn Uchali in Kapitel XXXIX seines Meisterwerks Don Quijote. Oft wird er auch einfach als Ali Pascha bezeichnet, in John Wolfs The Barbary Coast wird die Schreibweise Euldj Ali benutzt.

## Frühes Leben
Er wurde 1519 als Giovanni Dionigi Galeni in dem kalabrischen Dorf Le Castella (oder Licastelli) in Süditalien geboren, Sohn des Seemanns Birno Galeni und seiner Frau Pippa de Cicco. Der junge Bursche verbrachte viel Zeit auf dem Wasser, obwohl sein Vater ihm eine religiöse Erziehung zugedacht hatte. Am 29. April 1535 wurde er von dem muslimischen Korsaren Ali Ahmed, einem der Kapitäne von Khair ad-Din Barbarossa gefangen genommen und als Sklave zum Dienst auf Galeeren gezwungen. Er konvertierte nach einiger Zeit zum Islam und schloss sich den Korsaren an, wie vor und nach ihm viele andere christliche Galeerensklaven. Er stieg schnell auf und wurde Bootsmann auf der Galeere, auf der er zuvor an ein Ruder gekettet gewesen war. In dieser Stellung erwarb er genügend Prisengelder, um einen Anteil an einer algerischen Korsarenbrigantine zu kaufen.
Sehr bald wurde er Kapitän und Besitzer einer Galeere und galt als der verwegenste Korsarenkapitän der Piratenküste. Nach Barbarossas Tod schloss er sich dessen Nachfolger Turgut Reis an, damals gleichzeitig osmanischer Admiral und Bey von Tripolis. Er beeindruckte den türkischen Großadmiral Piyale Pascha, mit dem Turgut Reis wiederholt zusammenarbeitete. 1550 wurde ihm die Verwaltung der Insel Samos in der Ägäis übertragen, womit er ein osmanischer Beamter wurde.

## Pascha und Beylerbey
1565 wurde Uludsch zum Bey von Alexandria. Noch im gleichen Jahr begleitete er Turgut Reis bei der Belagerung von Malta, als Turgut vor Fort St. Elmo fiel, ernannte ihn Piyale Pascha zu dessen Nachfolger als Bey von Tripolis. Uludsch Reis segelte mit dem Leichnam Turguts nach Tripolis, beerdigte ihn dort, und bemächtigte sich der Sklaven und anderen Besitztümer Turguts. Nachdem ihn der Sultan als Statthalter von Tripolis bestätigt hatte, suchte er die Küsten von Sizilien, Kalabrien und Neapel heim.
Im März 1568, nach dem Sturz von Mohammed Pascha in Algier, wurde er auf Vermittlung von Piyale Pascha zum Pascha und Beylerbey von Algier ernannt, des wichtigsten der zunehmend unabhängig agierenden Korsarenstaaten in Nordafrika. Von dort aus marschierte er im Oktober 1569 mit 5000 Mann über Land nach Tunis, unterwegs verstärkt durch mehrere Tausend berittene Berber, und eroberte Tunis. Der von Spanien gestützte Sultan Hamid aus der Dynastie der Hafsiden floh in den Schutz der spanischen Garnison von Goleta (La Goulette). Damit war Uludsch Ali Pascha von Algier und Tunis und Beylerbey von Nordafrika.

## Lepanto
Im Frühjahr 1571 rebellierten die Janitscharen von Algier, die ihren überfälligen Sold einforderten. Uludsch „regelte“ diese gefährliche Angelegenheit, indem er mit 20 Galeeren davonsegelte und es den Janitscharen überließ, sich ihren Lohn selbst zu besorgen. Als er unterwegs erfuhr, dass sich in Kostantiniyye eine Flotte zu einem Angriff auf die Christenheit bereit machte, segelte er nach Koroni an der Südspitze der Morea, wo die osmanische Flotte unter Ali Pascha kurz darauf ebenfalls eintraf. Die Anwesenheit dieser Flotte und insbesondere die aggressiven Vorstöße Uludschs im Ionischen und Ägäischen Meer hielten die christliche Flotte davon ab, nach Zypern zu segeln, was dadurch ohne Hilfe von außen zur gleichen Zeit von Piyale Pascha und Lala Mustafa Pascha erobert wurde.
Am 7. Oktober 1571 befehligte Uludsch Ali Pascha den linken Flügel dieser osmanischen Flotte, die in der Seeschlacht von Lepanto von einer vereinigten christlichen Flotte unter Don Juan de Austria besiegt wurde. Es gelang ihm, seinen direkten Gegner, Gian Andrea Doria (einen Großneffen von Andrea Doria), auszumanövrieren und ihm schwere Verluste zuzufügen. Dabei gelang es Uludsch sogar, das Flaggschiff der Malteser zu erobern. Er nahm es ins Schlepp, um es als Prise mitzunehmen, musste aber die Taue kappen lassen, als Don Juans Reserve unter dem Marquis de Santa Cruz ihm nachsetzte. Da die Schlacht inzwischen verloren war, begnügte sich Uludsch damit, das große Banner der Malteser mitzunehmen. Mit etwa 30 Galeeren und Fustas gelang es ihm, durch die feindlichen Linien zu segeln und zu entkommen. Danach sammelte er weitere im Laufe der Schlacht versprengte Schiffe ein und segelte um die Morea in die Ägäis, wo er nach und nach die meisten der noch dort verbliebenen osmanischen Galeeren seinem Geschwader anschloss. Er erreichte schließlich mit 87 Schiffen Istanbul. Da er Sultan Selim II. die Flagge der Malteser zu Füßen legen konnte, wurden ihm die Beschwerden der Janitscharen von Algier nicht weiter vorgehalten. Er erhielt von Selim II. den Ehrentitel „Kilic“ (Schwert) und war danach unter dem Namen Kilic Ali Pascha bekannt.

## Kaptan-ı Derya
Zusammen mit Piyale Pascha rüstete er 1572 eine neue Flotte aus, wobei Kilic Ali viel Wert auf den Bau wendiger Schiffe und ihre Bestückung mit großen Kanonen sowie auf die Ausstattung der Soldaten mit Feuerwaffen legte. Selim ernannte ihn zum Kaptan-ı Derya (Großadmiral) und bestätigte ihn gleichzeitig in seinem Amt als Pascha von Algier. Im Juni 1572, nur acht Monate nach dem Debakel von Lepanto, segelte er mit 250 Galeeren und einer großen Zahl kleinerer Schiffe zur Südküste der Morea, wo er eine christliche Flotte vorfand; es kam jedoch nicht zur direkten Schlacht, da Kilic es vorzog, seine Gegner durch wiederholte Finten in Abnützungsgefechte zu verwickeln.
1573 wurde Arab Ahmed neuer Pascha von Algier, und Don Juan de Austria eroberte Tunis und übergab es wieder der von Spanien abhängigen Hafsidischen Dynastie. Damit war Kilic Ali Pascha ohne eigene Landbasis. Er konzentrierte sich daher darauf, seine Flotte zu einem erneuten Raubzug an die italienischen Küsten zu führen. Ein Jahr später, 1574, gelang es ihm, zusammen mit Piyale Pascha, den Spaniern Tunis nach 40-tägiger Belagerung mit 230 Schiffen und 40.000 Mann wieder zu entreißen. Dabei eroberte er auch endlich das bis dahin unbesiegte La Goulette. Noch im gleichen Jahr segelte er weiter nach Marokko, wo er eine neue Festung an Spaniens Gegenküste erbaute. 1576 suchte er ein weiteres Mal Kalabrien heim. 1578 beendete er gewaltsam eine erneute Rebellion der Janitscharen in Algier, die Arab Ahmed Pascha ermordet hatten. 1584 führte er eine Flotte zur Krim, und im folgenden Jahr schlug er mit einer osmanischen Flotte aus Alexandria (Ägypten) Aufstände in Syrien und dem Libanon nieder.
Kilic Ali Pascha starb am 21. Juni 1587 in Istanbul und wurde dort in der Kılıç Ali Paşa Moschee beerdigt, die er sich 1580 von dem Architekten Sinan hatte erbauen lassen.

## Nachwort
Die türkische Marine benannte in der Folge mehrere ihrer Schiffe nach ihm.
Seine Statue steht auf dem Dorfplatz seines Geburtsortes Le Castella in Kalabrien.